# テムデル
テムデル（モンゴル語: Temüder、? - 至治2年8月25日（1322年10月6日））は、大元ウルスに仕えた政治家の一人。皇太后ダギの寵愛を受けて強権を振るい、国政を壟断した姦臣として知られる。
『元史』における漢字表記は鉄木迭児（tiĕmùdiéér）。

## 概要

### 生い立ち
テムデルの出自については記録が少ないが、チンギス・カンに仕えたスケケン氏族のジェゲイ・コンダコルとスケゲイ・ジェウン父子の子孫ではないかとする説がある。テムデルは唆海（＝スケゲイ？）の息子のブリルギテイの息子のムルクチ（木児火赤）の息子として生まれ、クビライの治世より大元ウルスに仕え始めた。オルジェイトゥ・カアン（成宗テムル）の治世には同知宣徽院事と通政院使を兼ねており、宮廷内の飲食を掌る宣徽院（バウルチ）に務めることによってテムデルは後に皇太后として絶大な権勢を振るうダギの寵遇を得ることになったのではないかとみられる。オルジェイトゥ・カアンの死後、その甥でダギの長男にあたるクルク・カアン（武宗カイシャン）が即位すると、テムデルは昇進して宣徽院の長である宣徽院使に任じられた。至大元年（1308年）、江西行省平章政事より雲南行省左丞相に転任となったが、ほしいままに任地を離れて宮廷を訪れていたため、2年後の至大3年（1310年）にクルク・カアンが新設した尚書省はこれを問題視し詰問しようとしていた。しかし、以前からテムデルを気に入っていた皇太后のダギはこれを庇い、ダギの命令によってテムデルは復職し地位を保った。

### 第一次丞相時代
至大4年（1311年）、クルク・カアンが急死すると、皇太子であった弟のアユルバルワダと皇太后のダギが実権を握り、クルク・カアンの側近たちの大部分を処刑した。あまりにも急すぎするクルク・カアンの死、その側近たちの大量処刑、そしてクルク・カアンの遺児たちへの迫害から、一連の政変はダギ‐アユルバルワダ一派による事実上のクーデターであったとみられる。処刑されたサンバオヌに代わって中書右丞相（中書省の長官）に抜擢されたのがテムデルで、アユルバルワダがブヤント・カアンとして即位すると、上都に移ったブヤント・カアンに代わって大都を治めるという大役を任された。

### 最初の失脚
しかし、皇慶2年（1313年）に病気療養のため一時中書右丞相の地位を退き、トゥクルクに地位を譲った。このテムデルの離職はダギから「押しつけられた人事」であるテムデルを嫌ったブヤント・カアンが図ったものであるとする説があり、この時御史大夫・太傅という高い地位に抜擢されたバイク（伯忽）は以後テムデルの対抗馬として政権No.2の地位を保持する。しかし、延祐元年（1314年）に皇慶から延祐に改元されると、ダギの寵臣の一人であるハサンが「統治に練達したテムデルを復職すべきである」と上奏し、遂にブヤント・カアンもテムデルの復職を認め同年八月に中書右丞相に任命された。中書右丞相としてテムデルは財政再建に取り組み、各地で増税を実施したが、拙速な増税によって江南で叛乱が生じたため、早くも増税政策は撤回されたという。

### 第二次丞相時代
延祐2年（1315年）に入ると、テムデルをはじめダギ側近の者達による旧カイシャン（クルク・カアン）派勢力を一掃する計画が始まった。そもそも、カイシャンが即位した際に「即位に功績のあった弟のアユルバルワダを皇太子とする代わりに、アユルバルワダが帝位に即いた時にはカイシャンの息子（コシラ）を次の皇太子とする」という約定があり、それを元にしてアユルバルワダは即位することができたのであったが、テムデルらはこの約定を公然と無視しコシラ及び旧カイシャン派勢力を一挙に排除しようとする計画を立てた。まず、旧カイシャン派最大の実力者であるアスカンの地位（太師）が剥奪されてテムデルに与えられ、次いで「雲南地方への出鎮」という名目の下コシラが次期皇太子の座から引きずり下ろされた。更に延祐3年（1316年）、雲南に向かう途中のコシラがアスカンと組んで叛乱を起こそうとすると、ブヤント・カアン政権への内通者によって叛乱は未然に鎮圧され（関陝の変）、同年末には満を持してブヤント・カアンの実子のシデバラが皇太子の地位に即いた。旧カイシャン派有力者を引きずり下ろし一箇所にまとめ、敢えて叛乱を起こさせて一挙に排除し、シデバラを皇太子に即けるというのは全て計算尽くの計画であり、その実行者こそがテムデルであった。また、この陰謀と並行してテムデルは宣政院の長官である宣政院事にも任命されているが、これはかつてクビライ時代末期にサンガが右丞相と宣政院事を兼ねたように、テムデルが事実上の最高権力者としての地位を確立したことを意味するものであった。テムデルの宣政院事就任以後、宣政院はチベット仏教に耽溺するダギの意向を反映して仏教優遇的な政策を主軸とするようになる。

### 二度目の失脚
しかし、テムデルらにとって誤算であったのは肝心のコシラを取り逃がしてしまったことで、西方に逃れたコシラは中央アジアで展開されていた大元ウルスとチャガタイ・ウルスの軍事衝突（アユルバルワダ・エセンブカ戦争）を調停し、両者の支持を受けて中央アジアに独自の勢力を築き上げた。コシラ側についたキプチャク人将軍トガチは大元ウルス領に逆侵攻してモンゴリア〜陝西・甘粛一帯を震撼させ（トガチの乱）、ダギ‐テムデル一派の威信は急速に低下した。この頃からバイクを長官とする監察御史よりテムデルを弾劾する声が挙がるようになり、特に延祐4年（1317年）6月には蕭バイジュ、楊ドルジらを始めとする40名あまりによってテムデルの「奸貪不法」が弾劾された。この報告を受けてブヤント・カアンはかねてから対立していたテムデルを処刑すべく命令したが、テムデルはダギの住まう興聖宮に逃げ込んだため手出しができなくなった。この間、ブヤント・カアンは酒も飲まずテムデルの追求を進めようとしていたが、最終的にはダギの意思を尊重してテムデルを処刑するのは取りやめ、太師右丞相の地位を罷免するに留まった。

### 第三次丞相時代
こうして一度は政治の表舞台から去ったテムデルであるが、ダギはもとよりテムデルを完全に引退させるつもりはなく、ブヤント・カアンが体調を崩し始めた延祐6年（1319年）、テムデルは突如皇太子シデバラの太子太師に任じられた。この報は内外に波紋を呼び、趙世延ら監察御史の者達は再びテムデルの不法行為を弾劾したが、結局はダギの強い意向によりテムデルは失脚しなかった。延祐7年（1320年）、ブヤント・カアンが崩御すると、その僅か4日後にダギの意向によって中書右丞相に再任用された。復帰したテムデルは皇太子シデバラが正式に即位しない内からかつて自分を弾劾した蕭バイジュと楊ドルジを捕らえて処刑し、その財産を没収したため人々はテムデルの横暴振りに恟懼した。ブヤント・カアンの崩御から49日後、皇太子シデバラはゲゲーン・カアンとして即位したが、名実共にダギ‐テムデルの傀儡に過ぎないシデバラの即位式はこれまでにない参加者の少ないものであった。

### ゲゲーン・カアンの治世
位人臣を極めたテムデルは自らの政敵を追い詰めることに余念が無く、同年5月には自らに従わなかった賀バヤンを殺した。一方、新たに即位したゲゲーン・カアンは権力を擅にするダギ‐テムデルの強権を嫌っており、建国以来の名家出身たるバイジュを起用し、ダギ‐テムデル派のシレムン・ハサンらを廃立計画の首謀者として処刑した。更に、このシレムン・ハサンのみならずテムデルが殺した賀バヤンからも没収された資産を当てつけとしてテムデルに与えた。続いてテムデルはかつて自身を弾劾した趙世延をも同様に処刑しようとしたが、ゲゲーン・カアンが毅然としてテムデルの要望を退け、結果として趙世延は死を免れた。このようにしてダギ‐テムデルの言いなりにならない姿勢を示したゲゲーン・カアンは次第に権力を掌握してゆき、実権を失ったダギとテムデルは至治2年（1322年）8月に相継いで亡くなった。

### 死後
ダギとテムデルが亡くなると、ゲゲーン・カアンは早速ダギ‐テムデル派の排除に乗り出し、テムデルのあらゆる官職は剥奪され、息子のバルギスは罪状を得て資産は没収された。しかし、あまりにも苛烈な旧テムデル派の粛正はゲゲーン・カアンへの反発を呼び、テクシを中心とするゲゲーン・カアンの暗殺計画が進められることになった。こうして至治3年8月4日（1323年9月4日）、テクシ等はゲゲーン・カアンを南坡の地で暗殺した（南坡の変）が、実行犯の中にはテムデルの息子のソナムも含まれていた。

## 世系
- オクダ・ボオル（Oqda bo'ol）
  - スベゲイ・ボオル（Sübegei bo'ol）
    - ココチュ・キルサガン（Kököčü kirsaγan）
      - ジェゲイ・コンダコル（J̌egei qondaqol）
        - スケゲイ・ジェウン（Sükegei J̌e'ün ＞速客該 者温/sùkègāi zhěwēn）＝唆海（suōhǎi）？
          - ブリルギテイ（Bürilgitei ＞不憐吉帯/bùliánjídài）
            - ムルクチ（Mürqoči ＞木児火赤/mùérhuǒchì）
              - テムデル（Temüder ＞鉄木迭児/tiĕmùdiéér）
                - バルギス（Bargis ＞八里吉思/bālǐjísī）
                - バルタン（Bartan ＞班丹/bāndān）
                - ソナム（Sonam ＞鎖南/suǒnán）

『蒙兀児史記』巻152氏族表第4之1蒙兀氏族上に拠る。ただし、速客該＝唆海説を裏付ける史料があるわけではない。

## 参考資料
- 藤島建樹「元朝における権臣と宣政院」『大谷学報』第52巻第4号、大谷学会、1973年2月、17-31頁、CRID 1050001201665456896、ISSN 0287-6027、NAID 120005819237。
- 杉山正明「大元ウルスの三大王国 : カイシャンの奪権とその前後(上)」『京都大學文學部研究紀要』第34巻、京都大學文學部、1995年3月、92-150頁、hdl:2433/73071、ISSN 0452-9774、NAID 110000056953。
- 岡田英弘『モンゴル帝国から大清帝国へ』藤原書店、2010年。ISBN 9784894347724。 NCID BB03994625。全国書誌番号:21853718。
- 宮紀子『モンゴル時代の「知」の東西』名古屋大学出版会、2018年。ISBN 9784815809003。 NCID BB25701312。全国書誌番号:23035507。

Template:ブヤント・カーンの御家人